# Sardo (formaggio)
Il Sardo è un formaggio a pasta dura prodotto in Argentina.
La forma ricorda il pecorino romano, anche se quest'ultimo è prodotto con latte di pecora.  Sardo è tradizionalmente coagulato da caglio vaccino . Il sapore è morbido, ma ricco e leggermente salato. È di colore bianco-giallastro ed è venduto in blocchi di circa 3 kg. Il formaggio Sardo soddisfa gli standard di identità statunitensi per il latte di vacca.  È usato per grattugiare e cucinare
Il Sardo non deve essere confuso con il Pecorino Sardo, che è un altro formaggio di pecora italiano , per questo viene chiamato anche Sardo Argentino.